# Ana Vidigal
Ana Vidigal (Lisboa, 1960) é uma pintora portuguesa. Recebeu vários prémios, entre eles o Prémio Amadeo de Souza-Cardoso.

## Carreira
Ana Vidigal nasceu em Lisboa em 1960. 
Formou-se em Pintura da Escola Superior de Belas-Artes de Lisboa e foi Bolseira da Fundação Calouste Gulbenkian, entre 1985 e 1987.  Seguiu-se um estágio na Casa das Artes de Tavira com o pintor Bartolomeu Cid. 
No final da década de 90, foi nomeada artista residente do Museu de Arte Contemporânea do Funchal, durante 1998 e 1999.
Em 1999, a AICA (Associação Internacional de Críticos de Arte) ofereceu ao Brasil uma colecção inspirada na carta de Pero Vaz de Caminha, composta por quadros  de onze artistas diferentes, sendo Ana Vidigal um deles. 
A sua obra tem integrado várias iniciativas promovidas por entidades públicas, nomeadamente o Instituto Português do Património Arquitectónico que a convidou a criar uma chávena de porcelana para o projecto Um Artista, um Monumento. Integra também o conjunto de artistas convidados, pelo Metropolitano de Lisboa, a criarem paneis de azulejos para as estações de metro de Lisboa, sendo dela os que estão nas estações de Alvalade e Alfornelos. 
Obras suas podem ser encontradas em colecções privadas e públicas. 

## Prémios e Reconhecimento
Ao longo da sua carreira foi distinguida com vários prémios, entre eles:
- 1999 - Prémio Maluda para Jovens artistas  [8]
- 2003 - Prémio Amadeo de Souza Cardozo [9]
- 2015 - Prémio Revelação de Pintura, na  III Bienal de Vila Nova de Cerveira [10]

## Exposições Individuais
2017    “Mas ao Brasil jamais voltaria” – Casa Atelier Vieira da Silva, Lisboa
             Ana Vidigal, Baginski Galeria Projetos, Lisboa
             Ana Vidigal, Lage, Kubikulo Project , Porto
             Ana Vidigal, Pagode,  Espaço Concas, Centro de Artes Caldas da Rainha
2016     Avesso, Biblioteca da FCT – Universidade Nova de Lisboa, Polo Caparica
             Choose to be Brave, Galeria Diferença, Lisboa
| 2015 | Ana Vidigal + Egas José Vieira - site-specific - Intervenção na Fachada, Museu Srpad Szénes-Vieira da Silva, Lisboa                                                          |  |  |
| 2014 | Em primeiro lugar o Fim (rigorosamente pessoal). Baginski Galeria Projectos, Lisboa                                                                                          |  |  |
|      | Somos Insuportáveis, Ambas Insuportáveis, Museu Nogueira da Silva, Braga |  |  |
|      | "Où va –t’-on?", Sala do Veado, MNHNC, Lisboa |  |  |
|      | Jugular, Instituto Camões de Luanda, Angola |  |  |
| 2013 | "Juá (de vivre), O Lugar do Desenho, Fundação Júlio Resende, Gondomar“ Ana Vidigal e Paulo Brigenthi, Trabalhos Recentes” , Galeria Fonseca e Macedo, Ponta Delgada , Açores |  |  |
| 2012 | Casa dos Segredos, Instituto Superior Técnico, Lisboa |  |  |
|      | "Austeridade e Pequenos Sinais de Fumo", Galeria Municipal de Abrantes, Abrantes                                                                                             |  |  |
|      | "When Fashion Meets Art", Site Specific, Fashion Clinic, Lisboa |  |  |
| 2011 | "Estilo Queen Anne", Baginski Galeria/Projectos, Lisboa |  |  |
|      | "Cine Mar(a)vil(h)a" – Vídeos - Curadoria Susana Pomba, Teatro Praga, Lisboa                                                                                                 |  |  |
|      | "the brain is deeper than the sea" - Outros Olhares, Novos projectos, Museu do Chiado MNAC, Lisboa                                                                           |  |  |
| 2010 | "Menina Limpa Menina Suja", (exposição antológica) CAM, Fundação Calouste Gulbenkian, Lisboa                                                                                 |  |  |
|      | "Matar o Tempo", Galeria 111, Porto |  |  |
| 2009 | "Matar o Tempo" , Galeria 111, Lisboa |  |  |
| 2008 | "Tenha sempre um Plano B", Galeria Municipal de Abrantes, Abrantes |  |  |
| 2007 | "Ocupar o vazio por tempo escasso/ Querido mudei a casa", Instalação, Trienal de Arquitectura                                                                                |  |  |
|      | Pólo II -Promotores Cordoaria Nacional Lisboa |  |  |
|      | "Domingo à Tarde", vídeo e fotografia, Voyeur Project View, Lisboa |  |  |
|      | "Void", Instalação, Project Room, ArteLisboa, Lisboa |  |  |
| 2006 | "Pintura 2005-2006", Galeria 111 Lisboa |  |  |
| 2005 | "Sempre gostei de uma flechada de cupido", Galeria Triângulo, S. Paulo, Brasil                                                                                               |  |  |
|      | "Conheço o amor de ouvir falar", Festival de Almada, Convento dos Capuchos, Almada                                                                                           |  |  |
|      | "Quando sou boa sou boa, mas quando sou má sou melhor", Centro Cultural de Lagos, Lagos                                                                                      |  |  |
| 2003 | "Open your i", Galeria 111, Porto |  |  |
|      | "Juste à Côté", lançamento da monografia "Ana Vidigal", Galeria 111, Lisboa                                                                                                  |  |  |
| 2002 | Galeria dos Paços do Concelho, Tomar |  |  |
|      | "Woman’s work is never done", Galeria Municipal, Abrantes |  |  |
| 2001 | "Pintura 2000-2001", Galeria 111, Lisboa |  |  |
|      | "O Véu da Noiva" (com Ruth Rosengarten), Museu Nacional Machado de Castro, Coimbra                                                                                           |  |  |
| 2000 | Biblioteca Municipal Calouste Gulbenkian, Ponte de Sor |  |  |
|      | "O Véu da Noiva" (com Ruth Rosengarten), Teatro Municipal Baltazar Dias, Funchal                                                                                             |  |  |
|      | "Private Collection", Galeria 111, Porto |  |  |
| 1999 | Museu de Arte Contemporânea - Fortaleza de São Tiago, Funchal |  |  |
|      | Galeria 111, Lisboa |  |  |
| 1998 | "Jogo Americano", Galeria 111, Porto |  |  |
|      | "Pintura e Desenho", Galerias Municipais de Arte Trem e Arco, Faro |  |  |
| 1997 | "Vícios privados, Públicas virtudes", Museu Nogueira da Silva, Galeria da Universidade do Minho, Braga                                                                       |  |  |
| 1996 | "À cautela", Galeria da Câmara Municipal das Caldas da Rainha |  |  |
|      | "Tudo isto e o céu também", Galeria 111, Lisboa |  |  |
| 1994 | Galeria 111, Lisboa |  |  |
| 1993 | Galeria Exposições Temporárias, Leal Senado, Macau |  |  |
| 1992 | Galeria Zen, Porto |  |  |
| 1990 | Galeria 111, Lisboa |  |  |
| 1988 | Módulo, Porto |  |  |
| 1987 | Módulo, Lisboa |  |  |
| 1986 | Módulo, Porto |  |  |
|      | Módulo, Lisboa |  |  |
| 1985 | Módulo, Porto |  |  |
| 1984 | Casa do Bocage, Setúbal |  |  |
| 1983 | Módulo, Lisboa |  |  |
|      | Módulo, Porto |  |  |
| 1982 | Módulo, Lisboa |  |  |
| 1981 | S.N.B.A., Galeria de Arte Moderna, Lisboa |  |  |

## Exposições Colectivas [Selecção]
| 2015 | "Acervo do Museu Bienal de Cerveira/ Diálogos com as Obras do Museu" – Fundação Bienal Cerveira                                                   |
| 2014 | "A Viagem Sala 53" , Curadoria de João Silvério, Projecto Francisco Fino Art Projects                                                             |
|      | Baginski Galeria/Projectos, Lisboa |
|      | SP Arte 14, Galeria Anita Schwartz,, São Paulo, Brasil                                                                                            |
|      | "ACERVO" . Baginskyi Galeria Projectos, Lisboa |
|      | "Arshile Gorky e a Coleção", CAM, Fundação Calouste Gulbenkian, Lisboa                                                                            |
|      | SP Arte Brasília, Galeria Anita Schwartz,, Brasília, Brasil                                                                                       |
|      | ArtRio 2014, Galeria Anita Schwartz, Rio Janeiro, Brasil                                                                                          |
|      | 2 Biennale Internationale de Casablanca 2014, Casablanca, Marrocos                                                                                |
|      | artBO, Feira Internacional de Arte de Bogotá, Bogotá, Colombia                                                                                    |
|      | "Encontros com a Identidade", Sala Sacarrão, Museu Nacional de História Natural e da Ciência                                                      |
| 2013 | ARCO’13, Baginski Galeria/Projectos, Madrid, Espanha                                                                                              |
|      | "Um olhar sobre as Mulheres", Assembleia da República, Lisboa                                                                                     |
|      | SP arte 13, Baginski Galeria/ Projectos ,São Paulo , Brasil                                                                                       |
|      | FUSO, Anual de Video Arte Internacional de Lisboa,                                                                                                |
|      | (AFINIDADE, UM CONTO DE 113 PALAVRAS DE LYDIA DAVIS \| Curadoria Susana Pomba )                                                                   |
|      | ArtRio 2013, Baginski Galeria/Projectos, Rio de Janeiro, Brasil                                                                                   |
| 2012 | ARCO’12, Baginski Galeria/Projectos, Madrid, Espanha                                                                                              |
|      | ABRAÇO Vinte Anos, Galeria Graça Brandão, Lisboa                                                                                                  |
|      | ArtRio 12, Baginski Galeria/Projectos, Rio Janeiro, Brasil                                                                                        |
|      | "100 Obras – 10 Anos" -Colecção PLMJ, Fundação Arpard Szénes-Vieira da Silva, Lisboa                                                              |
|      | "Riso, Uma Exposição a Sério", Fundação EDP, Lisboa                                                                                               |
| 2011 | ARCO’ 11, Baginski Galeria/Projectos, Madrid, Espanha                                                                                             |
|      | Projecto Lonarte, Calheta, Madeira |
|      | ArtRio 11 – Feira Internacional do Rio de Janeiro, RJ, Brasil                                                                                     |
| 2010 | Espacio Atlântico, Galeria 111, Vigo, Espanha |
|      | "Cabinet d’Amateur", 20 anos da Sala do Veado, Sala do Veado, Lisboa                                                                              |
|      | "Século XXI, Anos 10", CAMB, Algés |
|      | "Pieces and Parts" - Plataforma Revólver, Lisboa                                                                                                  |
|      | Livros de Artista" – Galeria Diferença, Lisboa |
| 2009 | 1 Século, 10 Lápis, 100 Desenhos: Viarco Express, Museu da Presidência da Republica,                                                              |
|      | Palácio de Belém, Lisboa |
|      | "Dialogues Boxes on Street Windows" - Algarve, Faro                                                                                               |
|      | Bienal de Sharjah 9, Sharjah, Emirados Árabes Unido                                                                                               |
| 2008 | ARCO’08, Galeria Moriarty, Madrid |
|      | "Ponto de Vista", Obras da Colecção PLMJ, Museu da Cidade de Lisboa, Lisboa                                                                       |
|      | "À Volta do Papel – 100 Artistas", CAMB, Oeiras                                                                                                   |
|      | " 30 Anos da Bienal de Cerveira", Vila Nova de Cerveira                                                                                           |
|      | "Anos Oitenta", CAMB, Oeiras |
|      | "ArteLisboa", Galeria 111, FIL, Lisboa |
|      | "Art Positions", Art – Basel-Miami Beach 08, EUA                                                                                                  |
| 2007 | ARCO’ 07, Galeria 111, Madrid |
|      | "Armanda D, Ângela F, Ana V, Fernanda F, Maria L, Susanne T – Centro Cultural de Lagos, Lagos                                                     |
|      | "10 ARTISTAS", Galeria 111, Porto |
|      | "O Véu da Noiva" (com Ruth Rosengarten), Centro de Arte Manuel de Brito, Algés                                                                    |
|      | "Colecção António Cachola: Uma Colecção em Progresso – Parte I – MACE                                                                             |
|      | "Musas", Forum Cultural de Ermesinde |
|      | "ArteLisboa", Galeria 111, FIL |
|      | "MACFunchal Collection" – Museu Arte Contemporânea do Funchal, Madeira                                                                            |
| 2006 | ARCO’ 06, Galeria 111, Madrid |
|      | "Ases & Trunfos> 1º sete" , Galeria Sete, Coimbra                                                                                                 |
|      | "Entre o Corpo", Galeria Sete, Coimbra |
|      | "Colecção Manuel de Brito" , Centro de Arte Colecção M. Brito, Algés                                                                              |
|      | "OUTRA(S)OBRAS", Galeria 111, Lisboa e Porto |
|      | ArteLisboa, Galeria 111, FIL, Lisboa |
| 2005 | ARCO’05, Galeria 111, Madrid |
|      | ArteLisboa, Galeria 111, FIL, Lisboa |
|      | "O nome que no peito escrito tinhas", Pavilhão Centro de Portugal, Coimbra                                                                        |
|      | "Em redor do papel", Galeria 111, Porto |
|      | "Frente-a-Frente", Galeria 111, Lisboa |
|      | "Radicais Livres", Auditório da Galiza, S. Tiago de Compostela, Espanha                                                                           |
|      | "Contracto Social", Museu Bordalo Pinheiro, Lisboa                                                                                                |
|      | "O Espelho de Ulisses" I, Centro de Artes de S. João da Madeira, S. João da Madeira                                                               |
| 2004 | ARCO’04, Galeria 111, Madrid |
|      | "11 Artistas da Colecção Manuel de Brito", Galeria Municipal Lagar de Azeite, Oeiras.                                                             |
|      | "Alguns Fragmentos do Universo", Museu de Francisco Tavares Proença Júnior, Castelo Branco                                                        |
|      | ArteLisboa, Galeria 111, FIL, Lisboa |
| 2003 | ARCO’03, Galeria 111, Madrid |
|      | "Quartos Separados" (com Joana Vasconcelos), Galeria 111, Lisboa                                                                                  |
|      | Exposição colectiva, Galeria 111, Porto |
|      | "Pintura Portuguesa contemporânea nas Colecções Particulares de Coimbra", Edifício Chiado, Galeria de Exposições Temporárias, Coimbra             |
|      | Exposição colectiva, Galeria 111, Lisboa |
|      | Feira de Arte de Lisboa, FIL, Lisboa |
| 2002 | ARCO’02, Galeria 111, Madrid |
|      | "100 Anos, 100 Artistas", S.N.B.A., Lisboa |
|      | "Geração XXI – Cinco Artistas Portugueses em Macau", Galeria de Exposições Temporárias do Instituto para os Assuntos Cívicos e Municipais, Macau  |
|      | "O Véu da Noiva" (com Ruth Rosengarten), Museu Francisco Tavares Proença Júnior, Castelo Branco                                                   |
|      | "De onde vêm as imagens", Galeria Fonseca Macedo, Ponta Delgada, Açores                                                                           |
|      | XXIV Salon de Pintura de Plasência, Espanha |
|      | "Os Edifícios, a Colecção, os Artistas", Sede do Banco Totta & Açores, Lisboa                                                                     |
| 2001 | ARCO’01, Galeria 111, Madrid |
|      | "8 Pintoras Portuguesas", Fundação Bissaya Barreto, Coimbra                                                                                       |
|      | Prémio EDP, Casa de Serralves, Porto |
|      | Feira de Arte Contemporânea, Galeria 111, FIL, Lisboa                                                                                             |
| 2000 | ARCO’00, Galeria 111, Madrid |
|      | "O Afecto", Galeria 111, Lisboa |
|      | "Arte Contemporânea-Obras da Colecção da Câmara Municipal da Maia", Forum da Maia                                                                 |
|      | Festival de Arte Contemporânea – Marca-Madeira 2000, Funchal                                                                                      |
|      | Feira de Arte Contemporânea, Galeria 111, FIL, Lisboa                                                                                             |
|      | "Paula Rego, Lourdes Castro, Sofia Areal e Ana Vidigal", Museu de Arte Contemporânea, Funchal                                                     |
|      | "Um Oceano inteiro para Nadar", Culturgest, Lisboa                                                                                                |
|      | "Urbano, Miguel Telles da Gama e Ana Vidigal",Galeria 111, Lisboa                                                                                 |
| 1999 | ARCO’99, Galeria 111, Madrid |
|      | "Uma Visão sobre os Anos 80-90", Exposição de Pintura e Escultura, PLMJ, Lisboa                                                                   |
|      | Finalistas à Bolsa Arpad Szènes, Fundação Arpad Szènes-Vieira da Silva, Lisboa; Centro Cultural Português, Fundação Calouste Gulbenkian, Paris    |
|      | "Five Portuguese Painters", Guinness Hopstore, Dublin                                                                                             |
|      | Prémio Amadeo de Souza-Cardoso, Museu Municipal Amadeo de Souza-Cardoso, Amarante                                                                 |
|      | Artistas com Timor, Armazém 7 - A.P.L., Lisboa |
|      | Colecção António Cachola, M.E.I.A.C., Badajoz |
|      | "Gala Bosch", Convento Beato, Lisboa |
|      | Feira de Arte Contemporânea, Galeria 111, FIL, Lisboa                                                                                             |
|      | "Desenho Contemporâneo", Galeria 111, Porto |
|      | 6ª.Bienal de Artes Plásticas – Prémio Vespeira, Galeria Municipal, Montijo                                                                        |
|      | "Auto do Nascimento-Leituras da Carta de Pêro Vaz de Caminha e Outros Tesouros", Palácio de Belém, Lisboa                                         |
|      | "Auto do Nascimento-Leituras da Carta de Pêro Vaz de Caminha e Outros Tesouros", Sociedade Nacional de Belas Artes, Lisboa; Casa das Artes, Porto |
|      | Prémio Amadeo de Souza-Cardoso, Quinta das Cruzadas, Sintra                                                                                       |
| 1998 | ARCO’98, Galeria 111, Madrid |
|      | "Livros do artista", Galeria Municipal, Alverca do Ribatejo                                                                                       |
|      | "Sapataria Ideal", Centro Cultural S.João da Madeira                                                                                              |
|      | "Livro Artista", Galerias Trem e Arco, Faro |
|      | V Prémio de Pintura Almada Negreiros, Porto |
|      | "Arte Contemporânea Anos 60-90", Galeria 111, Porto                                                                                               |
|      | "Arte Portuguesa Anos 60/90", Galeria 111, Lisboa                                                                                                 |
|      | "Um Artista, um Monumento", I.P.P.A.R., Palácio Nacional da Ajuda, Lisboa                                                                         |
|      | "8 Artistas da Galeria 111", Galeria da Secretaria Regional do Turismo e Cultura, Funchal                                                         |
|      | III Bienal A I Portuense, Europarque, Santa Maria da Feira                                                                                        |
| 1997 | FAC’97, Galeria 111, Lisboa |
|      | VII Bienal Internacional das Caldas da Rainha |
|      | Festival de Arte Contemporânea, Marca 97, Funchal, Madeira                                                                                        |
| 1995 | "Colecção Manuel de Brito, Imagens de Arte Portuguesa do Século XX", Centro de Artes Turísticas, Macau                                            |
|      | "Artistas Portugueses", Casa do Povo, Pequim, China                                                                                               |
|      | Arte Jovem Maia 95 |
|      | "Colecção Manuel de Brito, Imagens de Arte Portuguesa do Século XX", MASP, S.Paulo, Brasil                                                        |
|      | VI Bienal Internacional das Caldas da Rainha |
|      | VIII Bienal Vila Nova de Cerveira |
|      | "Colecção Manuel de Brito, Imagens de Arte Portuguesa do Século XX", MAM, Rio de Janeiro, Brasil                                                  |
|      | FIAC 95, Paris |
|      | Salon de Montrouge, Paris |
|      | FAC, Galeria 111, FIL, Lisboa |
|      | "Não às Naturezas Mortas", Mulheres e Direitos Humanos, Amnistia Internacional, Mitra, Lisboa                                                     |
| 1994 | "Quando o Mundo nos cai em cima, Artes no Tempo da Sida", Centro Cultural de Belém, Lisboa                                                        |
|      | "Colecção Manuel de Brito, Imagens de Arte Portuguesa do Século XX", Museu do Chiado Lisboa                                                       |
| 1993 | Mural, Cinemas Monumental, Lisboa |
| 1992 | "Primeira Muestra de Pintura y Grabado Portugueses Contemporâneos", Museu                                                                         |
|      | Provincial de Huelva, Espanha |
|      | Encontro de Arte Jovem, Chaves |
| 1991 | XXV Prix Internacional d’Art Contemporaine de Monte Carlo, Mónaco                                                                                 |
|      | III Bienal Internacional de Óbidos, Óbidos |
| 1990 | "Pintoras Portuguesas do Século XX", Galeria de Exposições do Leal Senado, Macau                                                                  |
|      | "A Survey of Portuguese Art Part I", Magidson Fine Art, Nova Iorque                                                                               |
| 1989 | "Portugal Hoy", Centro Cultural Conde Duque, Madrid                                                                                               |
|      | "Exposisom", Delegação Regional do Norte, SEC, Porto                                                                                              |
|      | II Forum de Arte Contemporâneas, Galeria 111, Lisboa                                                                                              |
|      | Património da Caixa Geral de Depósitos, Ministério das Finanças, Lisboa e Fundação de Serralves, Porto                                            |
| 1988 | "Tendências dos Anos 80", Centro de Arte de S.João da Madeira                                                                                     |
|      | ART 19’88, Módulo, Basel |
|      | "Lisbonne Aujourd’hui", Museu de Toulon, Toulon                                                                                                   |
| 1987 | ARCO 87, Módulo, Madrid |
|      | ART 18’87, Módulo, Basel |
|      | "Navegação", Árvore, Porto |
|      | "Artistas Portugueses Contemporâneos", Palácio Anjos, Lisboa                                                                                      |
|      | MARCA’87, Módulo, Funchal |
| 1986 | ARCO’86, Módulo, Madrid |
|      | ART 17’86, Módulo, Basel |
|      | AICA-PHILAE, S.N.B.A., Lisboa |
|      | II Bienal Jovens Artistas Mediterrâneos, Salónica                                                                                                 |
| 1985 | "Femenine Dialogue", UNESCO, Paris |
|      | ARCO’85, Módulo, Madrid |
|      | "Tempos de Memória", Módulo, Lisboa |
|      | "Portuguese Contemporary Artists", One World Trade Center, Nova Iorque                                                                            |
|      | XVII Festival Internacional Cagnes-sur-Mer |
|      | "5 Artistas Portugueses Contemporâneos", Festival de Cinema, Figueira da Foz                                                                      |
|      | "Arte dos Anos 80", S.N.B.A., Lisboa |
| 1984 | I Exposição de Arte do Banco de Fomento Nacional, Lisboa                                                                                          |
|      | I Exposição Ibérica de Arte Moderna, Campo Maior e Cáceres                                                                                        |
|      | "12 Artistas dos Anos 80", S.N.B.A./AICA, Lisboa                                                                                                  |
|      | "SituaçãoII (Uruboros"), Módulo, Lisboa |
| 1983 | "Onze Anos Depois", ESBAL, Lisboa |
|      | Prémios de Arte em Portugal, Galeria Quadrum, Lisboa                                                                                              |
| 1982 | III Bienal de Vila Nova de Cerveira |
| 1981 | "Talentos Emergentes", Galeria Leo, Lisboa |

## Prémios
| 2003 | Prémio Amadeo de Souza Cardozo                                                               |
| 2001 | Short List - Prémio EDP (Pintura), Casa de Serralves , Porto                                 |
| 1999 | Prémio Maluda                                                                                |
| 1995 | Prémio Aquisição (Pintura), Arte Jovem Maia 95                                               |
|      | Menção Honrosa, VI Bienal Internacional de Escultura e Desenho das Caldas da Rainha          |
| 1992 | Prémio Aquisição (Pintura), Encontro de Arte Jovem, Chaves                                   |
| 1987 | Menção Honrosa, Concurso Vila Simões, (equipa dos Arquitectos Egas José Vieira e Pedro Ucha) |
| 1985 | Menção Honrosa, XVII Festival Internacional de Cagnes-sur-Mer                                |
| 1984 | Prémio Pintura sobre Papel, I Exposição do Banco de Fomento Nacional                         |
| 1982 | Prémio Revelação de Pintura, III Bienal de Vila Nova de Cerveira                             |

## Colecções Públicas
- Banco de Portugal, Lisboa
- Banco Santander Totta, Lisboa
- Banco de Fomento Nacional, Lisboa
- BES España
- CAM, Fundação Calouste Gulbenkian, Lisboa
- Culturgest, Lisboa
- Câmara Municipal de Vila Nova de Cerveira
- Câmara Municipal de Chaves
- Câmara Municipal da Maia
- Câmara Municipal Ponte Sor
- Colecção Berardo
- Colecção Deutsche Bank
- Colecção Manuel de Brito
- Colecção Secretaria Estado da Cultura
- Fundação PLMJ, Lisboa
- MACE - Museu de Arte Contemporânea de Elvas, Elvas
- Metropolitano de Lisboa
- Millennium BCP, Porto
- Museu de Arte Contemporânea, Funchal, Madeira
- Museu Martins Correia, Golegã
- Museu A. Teixeira Lopes, Mirandela
- Museu da Cidade, Lisboa
- Museu Nacional Arte Contemporânea, (Chiado), Lisboa

## CD-ROM
- A Arte Portuguesa do Século XX, I.A.C., Ministério da Cultura, Lisboa, 1998

## Monografia
- Oliveira, Luísa Soares de e Rosengarten, Ruth, Assírio e Alvim, 2003